# Salón conmemorativo nacional de Sun Yat-sen
El Salón conmemorativo nacional de Sun Yat-sen (en chino: 國立國父紀念館) se encuentra en la ciudad de Taipéi, en la República de China (Taiwán). Es un monumento al padre nacional de la República de China, el Dr. Sun Yat-sen, y que se terminó en 1972. El área total del edificio cubre 29.464 metros cuadrados (7,3 acres) en un espacio abierto de 115.000 metros cuadrados (28.4 acres). Contiene exhibiciones de la vida del político y de la revolución que dirigió, y es también un centro social, educativo y cultural de usos múltiples para el público.